# Hermingar
Hermingar (o Hermengari) fou rei dels sueus, probablement successor d'Hermeric I després del 410.
Derrotat i mort Geronci, i després de la fugida de Màxim, l'exèrcit d'Hispània es va sotmetre el general romà Constanci i, per tant, l'Emperador Honori (411). Les tropes van ser enviades poc després (413) a Àfrica, segurament per sufocar la rebel·lió iniciada aquell any pel governador Heraclià, i més tard van passar a Itàlia. Per tant, des del 413 la Tarraconense no va tenir forces regulars romanes, de manera que es dedueix que Honori va ratificar (formalment o tàcita) el pacte concertat entre Màxim i els alans, vàndals i sueus, i va reconèixer a favor seu la possessió de quatre províncies com a federats, car d'altra forma no s'haguera pogut deixar desguarnida la Tarraconense sense que fos ocupada (i no ho va ser durant els dos anys que romangué sense tropes).
Però segurament Honori i Constanci no renunciaven a expulsar-los quan la situació millorés.
El 415 Honori va reconèixer al rei visigot Vàlia la condició de Magister Militum a Hispània i li va encarregar combatre els sueus, vàndals i alans, probablement en els termes que ja havia planificat anteriorment Ataülf i que Honori no havia acceptat. Des del 416 al 418 Vàlia va combatre contra els bàrbars que ocupaven quatre de les cinc províncies d'Hispània.
Expulsats de la Bètica el vàndals silinges del rei Fridibald (que el 417 va ser capturat i lliurat a Honori), i els alans del rei era Atax, vers el 417 o 418, aquests dos grups es van fusionar als vàndals asdings (cap al 418) que dominaven el nord de la província de Gal·lècia, mentre que els sueus van conservar el sud de la província i de la regió d'Astúries (pertanyent a la Tarraconense). Les forces visigodes van tornar en la seva major part al Sud de la Gàl·lia, on es van establir com a federats amb capital a Tolosa.
El 419 va morir Vàlia i els vàndals (asdings, silinges i alans) van emigrar des dels seus assentaments cap al sud i es van apoderar de la Lusitània i segurament de la Cartaginense, almenys parcialment (¿ 418? ¿ 419?), mentre els sueus s'estenien a les zones que aquells deixaven buides a Galícia i Astúries.
Després d'un atac vàndal als sueus a les muntanyes Nervàsies (¿420?), probablement corresponents a les muntanyes al nord del Duero, que va ser rebutjat (amb una matança de sueus a Bracara per part dels vàndals), potser van haver d'abandonar posicions en les dues províncies (Lusitània i Cartaginense) i es van desplaçar a la Bètica, que ocuparien amb rapidesa (cap al 421) mentre que els sueus probablement van poder agafar el control de part de Lusitània, a la resta de la qual segurament els vàndals es van mantenir. Gunderic o Gonderic, el rei vàndal, va morir el 427 o 428 i el seu germà i successor Genseric, va decidir passar a Àfrica. Els vàndals van travessar l'estret (429) cap a Àfrica, encara que van conservar els seus dominis hispans (La Bètica completament i les províncies de Lusitània i Cartaginesa parcialment). Aprofitant la sortida dels vàndals, el rei dels sueus Hermingar, va avançar cap al sud i van ocupar la Lusitània (430), però Genseric va tornar a correcuita i inesperadament i va derrotar el rei sueu a Mèrida, morint Hermingar (o Hermengari) ofegat al Guadiana. El nou rei sueu fou Hermeric II.